# Antonio Martín Velasco
Pour les articles homonymes, voir Antonio Martín.
Antonio Martín Velasco, né le 24 mai 1970 à Madrid et mort le 11 février 1994 à Torrelaguna, est un coureur cycliste espagnol. Meilleur jeune du Tour de France 1993, il court alors sous les couleurs d'Amaya Seguros. Son jeune frère David fut aussi professionnel à la fin des années 2000.

## Biographie
Il signe en début d'année 1994 chez Banesto afin d'épauler Miguel Indurain dans le Tour de France. Il meurt le 11 février 1994 lors d'un accident à l'entraînement, sa tête heurtant le rétroviseur d'une voiture.

## Palmarès

### Palmarès amateur
- 1988
  - 2e du championnat d'Espagne sur route juniors
- 1991
  - Trophée Iberduero
  - Tour de Tarragone
  - 4e étape du Tour de Navarre
  - 2e du Tour de Zamora

### Palmarès professionnel
- 1992
  - Hucha de Oro (es)
  - 2e du Tour de Murcie
  - 2e de la Prueba Villafranca de Ordizia
  - 2e du Tour de La Rioja
  - 3e du Tour de Catalogne
- 1993
  -  Classement du meilleur jeune du Tour de France
  - 5e étape du Tour de Catalogne
  - 2e de la Clásica a los Puertos de Guadarrama
  - 3e du Trophée Castille-et-León
  - 3e du Tour de Catalogne

## Résultats sur les grands tours

### Tour de France
1 participation
- 1993 : 12e,  vainqueur du classement du meilleur jeune